# Peblephaeus satoi
Peblephaeus satoi là một loài bọ cánh cứng trong họ Cerambycidae.